# NGC 5944
NGC 5944 é uma galáxia espiral (Sbc) localizada na direcção da constelação de Serpens. Possui uma declinação de +07° 18' 29" e uma ascensão recta de 15 horas, 31 minutos e 47,6 segundos.
A galáxia NGC 5944 foi descoberta em 19 de Abril de 1887 por Lewis A. Swift.